# Ludwig Andreas Jordan

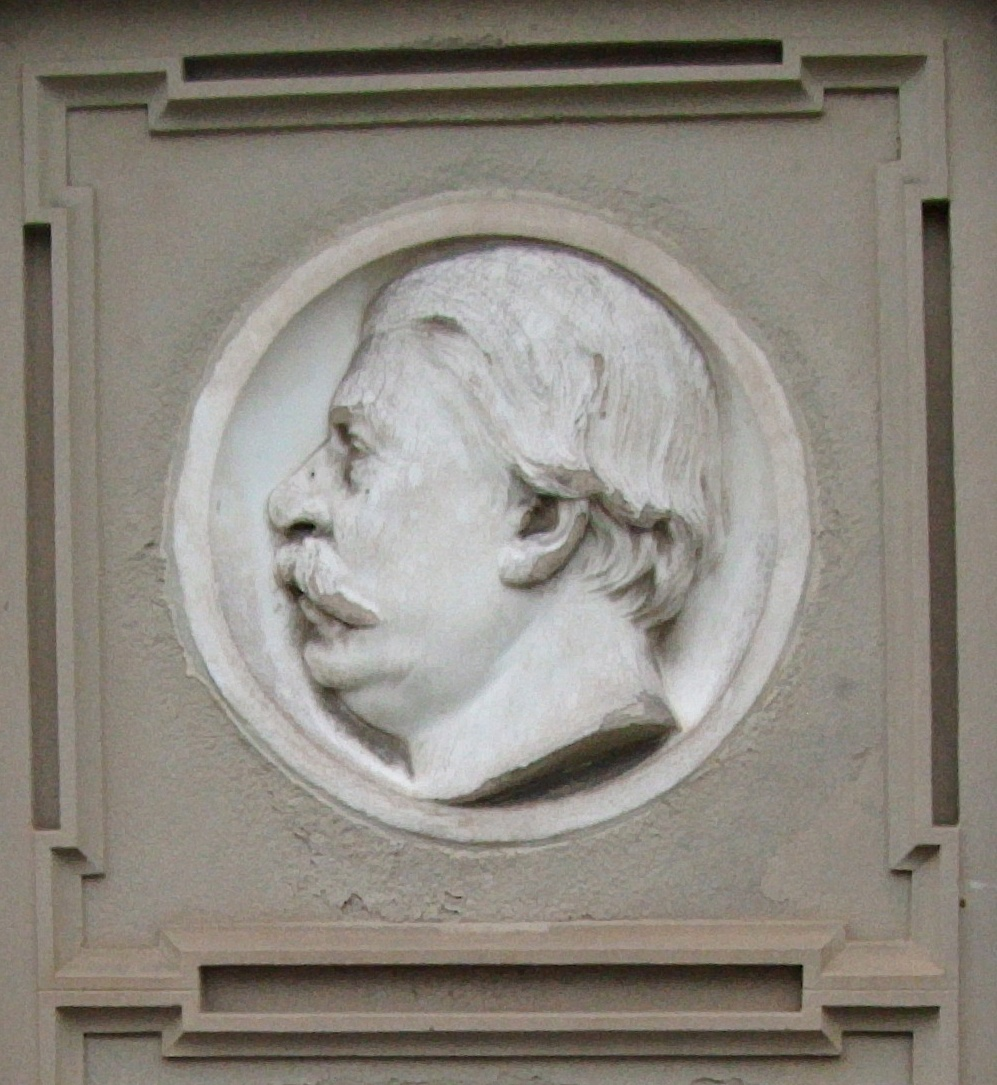
Portraitrelief vom Grabstein, Friedhof Deidesheim

Ludwig Andreas Jordan (* 24. Februar 1811 in Deidesheim; † 1. Juli 1883 ebenda) war ein deutscher Politiker. Er war Abgeordneter im Deutschen Reichstag, im Zollparlament, im Vorparlament und in der bayerischen Kammer der Abgeordneten. In seiner Heimatstadt Deidesheim war Jordan Bürgermeister und führte dort ein Weingut.

## Familie
Jordan war der Sohn des Deidesheimer Gutsbesitzers Andreas Jordan (1775–1848) und von Josefine von Stengel (1789–1834), einer Nichte des kurpfälzischen Kanzleidirektors Georg von Stengel und Cousine des pfalz-bayerischen Staatsrats Stephan von Stengel. Er hatte zwei Schwestern, Josephine (1813–1872), die mit dem Politiker Franz Peter Buhl (1809–1862) verheiratet war, und Auguste Margarete (1816–1889), verheiratet mit Friedrich Prosper Georg Deinhard, dem Sohn von Johann Friedrich Deinhard.
1838 heiratete Jordan seine Cousine Seraphine Buhl (1813–1870), die Schwester von Franz Peter Buhl. Mit ihr hatte er vier Töchter, darunter Auguste (1841–1899), die 1864 den Bankier Emil Bassermann (1835–1915) heiratete, sowie Clotilde (1845–1911), verheiratet seit 1864 mit dem Unternehmer und Politiker Ferdinand Scipio (1837–1905), und Seraphine (1848–1918), verheiratet mit Joseph Philipp von Stichaner (1838–1889).

## Leben

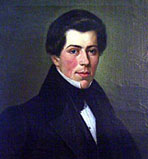
Ludwig Andreas Jordan in jungen Jahren

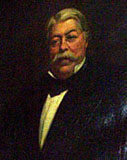
Ludwig Andreas Jordan

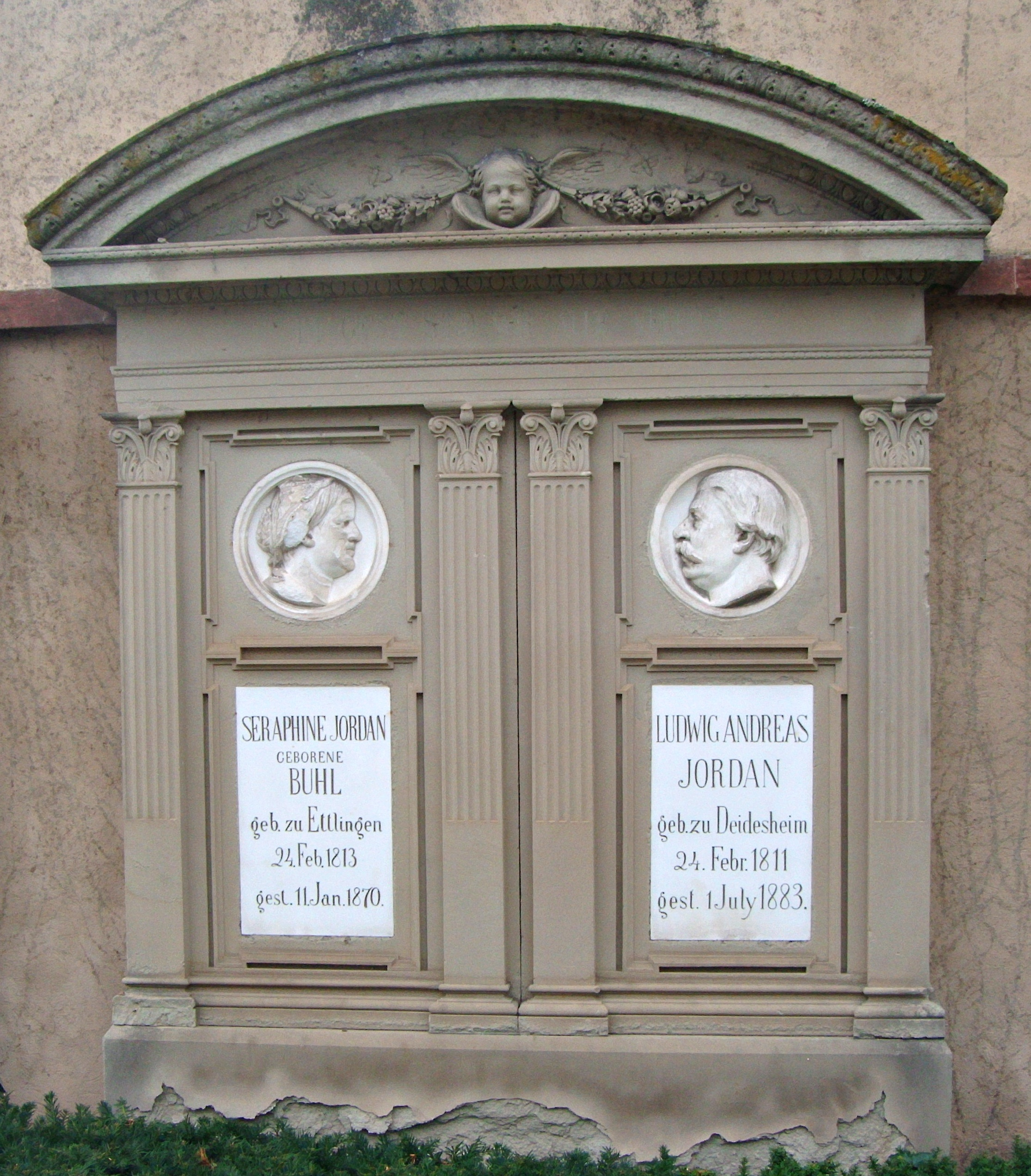
Grabmal, Friedhof Deidesheim

Nach dem Tod seines Onkels Peter Heinrich Jordan im Jahr 1830 erbten zunächst Seraphine und Franz Peter Buhl dessen Besitz in Forst. Seit der Heirat mit Seraphine 1838 verwaltete Jordan zusammen mit seinem Schwager Franz Peter Buhl diesen Besitz als Weingut P. H. Jordans Erben. P. H. Jordans Erben wurde 1848 zwischen den beiden Familien aufgeteilt. Gemeinsam mit den von seinem Vater 1848 ererbten Wingerten bildete L. A. Jordan das Weingut Jordan mit einer Größe von ca. 15,5 ha. Es gelang ihm sein Weingut, das heute Geheimer Rat Dr. von Bassermann-Jordan heißt, in der Folgezeit beträchtlich zu vergrößern. Wie sein Vater war er bestrebt, das Renommee und den Absatz von Pfälzer Qualitätsweinen zu fördern.
Seine starke wirtschaftliche Basis bot Jordan die Möglichkeit, sich vielfältig im öffentlichen Leben zu engagieren. Wie sein Vater war Jordan Mitglied der Kammer der Abgeordneten des Königreichs Bayern; hier hatte er ein Mandat von 1848 bis 1855 und von 1863 bis 1871. Zwischen 1855 und 1862 vertrat Franz Peter Buhl den Wahlkreis.
Im Frühjahr 1848 nahm Jordan an den Beratungen des Frankfurter Vorparlaments teil. Sein gemäßigtes Agieren in Frankfurt ging den meisten Pfälzern jedoch nicht weit genug, so dass er nicht als Abgeordneter in die Frankfurter Nationalversammlung gewählt wurde. Stattdessen übernahm er 1848 das Deidesheimer Bürgermeisteramt. Aus Protest gegen die reaktionäre Politik der Kreisregierung unter Regierungspräsident Gustav von Hohe trat er 1852 von diesem Posten zurück. Am Pfälzischen Aufstand 1849 nahm Deidesheim unter Bürgermeister Jordan nicht teil. Zwar überwies Deidesheim 500 Gulden in die Kasse des Landesverteidigungsausschusses und ließ eine Bürgerwehr aufstellen, die sich derjenigen des Kantons Dürkheim anschloss, Jordan war aber skeptisch und ließ den Eid der Deidesheimer Beamten auf die Paulskirchenverfassung immer wieder verzögern, bis preußische Truppen einmarschiert waren. Deidesheim blieb so von allzu harten Strafen wegen der Teilnahme am Aufstand nach dessen Scheitern verschont.
In der Zeit der Deutschen Einigungsbewegung war Jordan ein bedeutender Verfechter für eine kleindeutsche Lösung unter der Führung Preußens. In der Kammer der Abgeordneten setzte sich Jordan, wie Marquard Adolph Barth und Joseph Völk, sehr für den Anschluss Bayerns an Preußen ein. Sein Weingut diente ebenso wie das Weingut seines Schwagers Franz Peter Buhl als Treffpunkt liberaler Politiker; dieser Kreis nahm auch maßgeblich Einfluss auf die Entwicklung der Bayerischen Fortschrittspartei.
Jordan war Mitglied im Aufsichtsrat verschiedener Unternehmen, beispielsweise der Bayerisch-Pfälzischen Dampf-Schlepp-Schifffahrts-Gesellschaft und im Verwaltungsrat der Pfälzischen Eisenbahnen; er stand seit 1856 für zehn Jahre der pfälzischen Handels- und Gewerbekammer vor und wurde auch als Präsident des deutschen Handelstages vorgeschlagen, was er aber ausschlug und David Hansemann den Vortritt ließ. 1858 wurde er in den pfälzischen Landrat gewählt. 1868 wurde er als Vertreter der Vorderpfalz Abgeordneter im neu geschaffenen Zollparlament, das er als wichtige Station auf dem Weg zu einem deutschen Nationalstaat ansah. Nach der Reichsgründung 1871 wählte ihn die männliche Bevölkerung des Wahlkreises Neustadt-Landau mit 9315 von 9556 Stimmen bei einer Wahlbeteiligung von 39,7 % zu ihrem Abgeordneten in den Reichstag, wo er sich der Fraktion der Nationalliberalen Partei anschloss. Sein Reichstagsmandat hatte er bis 1881 inne.
Weitere Zeugnisse der Popularität Jordans waren Besuche zahlreicher Persönlichkeiten in dessen Gut in Deidesheim, wie des späteren bayerischen Königs Maximilian II. im Juni 1843, des Großherzogs Carl-Alexander von Sachsen-Weimar-Eisenach im Oktober 1866, des Kardinals Johannes von Geissel, der Chemiker Justus von Liebig und Robert Wilhelm Bunsen, der Politiker Heinrich von Gagern und Friedrich Daniel Bassermann sowie des Physikers Gustav Robert Kirchhoff.
Zur Sicherung des sozialen Friedens nach der Märzrevolution und zum Andenken an Andreas Jordan stiftete die Familie Jordan 1851 gemeinsam mit den Familien Buhl und Deinhard den Andreasbrunnen auf dem Deidesheimer Marktplatz. Zudem schenkten die Familien dem von der Gemeinde geführten Deidesheimer Spital 10.000 Gulden zur Errichtung der ersten Kleinkinderbewahranstalt in Deidesheim.
Als Ludwig Andreas Jordan 1883 starb, erlosch die Familie Jordan in der Pfalz im Mannesstamm. Da er keinen männlichen Nachkommen hatte, hatte er sich gewünscht, dass sein Schwiegersohn und Erbe seines Weinguts, Emil Bassermann, ein Sohn von Friedrich Daniel Bassermann, den Namen „Jordan“ mit dem seinen verbinden möge; diesem Wunsch wurde nach seinem Tod durch Genehmigung des bayerischen Königs Ludwig II. vom 17. September 1883 auf dem Schloss Linderhof entsprochen. Seit damals heißt das Jordansche Weingut nach seinem neuen Besitzer „Bassermann-Jordan“.
Nach Jordan wurde das Restaurant L. A. Jordan im Ketschauer Hof genannt, der zu dessen Weingut gehörte.